# Alex Rasmussen
Alex Nicki Rasmussen (Svendborg, 9 de junio de 1984) es un deportista danés que compitió en ciclismo en las modalidades de pista, especialista en las pruebas de persecución por equipos y madison, y ruta.
Participó en los Juegos Olímpicos de Pekín 2008, obteniendo una medalla de plata en la prueba de persecución por equipos (junto con Michael Mørkøv, Casper Jørgensen y Jens-Erik Madsen).
Ganó ocho medallas en el Campeonato Mundial de Ciclismo en Pista entre los años 2005 y 2014.

## Biografía
Rasmussen consiguió sus primeros títulos nacionales en 2001, a los 17 años, en las pruebas del kilómetro contrarreloj y persecución por equipos. Se convirtió en campeón de Dinamarca en otras disciplinas (americana, persecución individual, puntuación) repitiendo resultados en varias ocasiones en los años siguientes. En 2005 se proclamó campeón del mundo en Los Ángeles en la carrera de scratch.
A la vez que participó en pista, compitió en carreras de ruta con la selección danesa. Obtuvo la victoria en una etapa del Stuttgart-Estrasburgo en 2005. En 2006 consiguió el Tour de Berlín, una prueba limitada a menores de 23 años, ganando dos etapas, y tomó parte en carreras de nivel superior, como la Vuelta a Dinamarca o el Gran Premio de Herning.
A principios del año 2012 el conjunto Garmin-Sharp, que recién le había incorporado a su filas, le apartó del equipo por perderse dos controles antidopaje y por no informar sobre su paradero. El Tribunal de Arbitraje Deportivo finalmente le sancionó el 5 de julio de 2012 con 18 meses de suspensión.
En enero de 2017 anunció su retirada como ciclista profesional tras la celebración de los Seis días de Copenhague.

## Medallero internacional
| Juegos Olímpicos   | Juegos Olímpicos             | Juegos Olímpicos  | Juegos Olímpicos        |
| Año                | Lugar                        | Medalla           | Competición             |
| ------------------ | ---------------------------- | ----------------- | ----------------------- |
| 2008               | Pekín (China)                | Medalla de plata  | Persecución por equipos |
| Campeonato Mundial |                              |                   |                         |
| Año                | Lugar                        | Medalla           | Competición             |
| 2005               | Los Ángeles (Estados Unidos) | Medalla de oro    | Scratch                 |
| 2007               | Palma de Mallorca (España)   | Medalla de bronce | Persecución por equipos |
| 2008               | Mánchester (Reino Unido)     | Medalla de plata  | Persecución por equipos |
| 2008               | Mánchester (Reino Unido)     | Medalla de bronce | Madison                 |
| 2009               | Pruszków (Polonia)           | Medalla de oro    | Persecución por equipos |
| 2009               | Pruszków (Polonia)           | Medalla de oro    | Madison                 |
| 2010               | Ballerup (Dinamarca)         | Medalla de oro    | Scratch                 |
| 2014               | Cali (Colombia)              | Medalla de plata  | Persecución por equipos |

## Palmarés en ruta
2006
- Tour de Berlín
- Tour de Fyen

2007
- Campeonato de Dinamarca de en Ruta

2008
- 1 etapa de la Ronde de l'Oise
- 4 etapas de la Vuelta al Lago Qinghai

2009
- 2.º en el Campeonato de Dinamarca Contrarreloj

2010
- 1 etapa de la Vuelta a Andalucía
- G. P. Herning
- 2 etapas de los Cuatro Días de Dunkerque
- 2.º en el Campeonato de Dinamarca Contrarreloj

2011
- TD Bank International Cycling Championship

2013
- 1 etapa de la Vuelta a Baviera

2014
- 2 etapas del Dookoła Mazowsza

## Palmarés en pista

### Juegos Olímpicos
Pékin 2008
- Medalla de plata en persecución por equipos

### Campeonatos del mundo
2005
- Campeonato del mundo de scrach

2007
- 3.º en persecución por equipos

2008
- 2.º en persecución por equipos
- 3.º en la modalidad americana

2009
- Campeonato del mundo en la modalidad americana
- Campeonato del mundo en persecución por equipos

2014

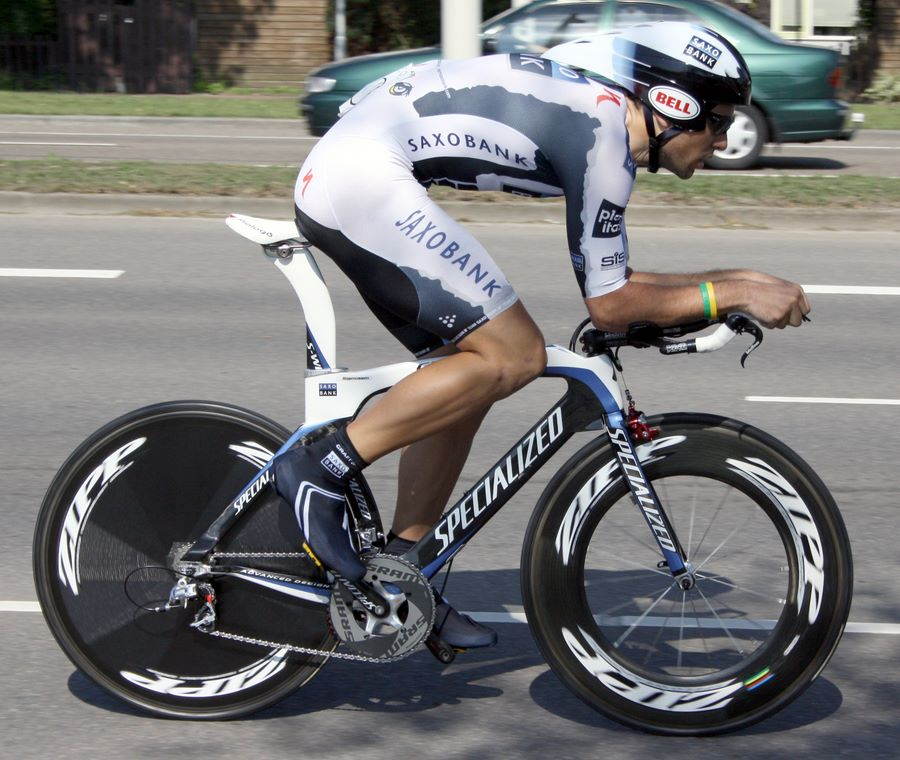
Alex Rasmussen

- 2.º en el Campeonato Mundial Persecución por Equipos (haciendo equipo con Casper Folsach, Lasse Norman Hansen y Rasmus Quaade)

### Copa del mundo
2004-2005
- Clasificación general de scratch
- 1.º en la modalidad de scratch en Los Ángeles
- 2.º en la modalidad de scratch en Sídney
- 2.º en la modalidad americana en Sídney

2005-2006
- 1.º en la modalidad americana en Sídney (con Michael Mørkøv)
- 1.º en la persecución por equipos en Sídney

2006-2007
- 1.º en la modalidad americana en Los Ángeles (con Michael Mørkøv)
- 2.º en la modalidad americana en Sídney
- 2.º en la persecución por equipos en Sídney
- 2.º en la persecución por equipos en Los Ángeles
- 3.º en la modalidad americana en Moscú

2007-2008
- 2.º en la persecución por equipos en Los Ángeles
- 2.º en la modalidad americana en Los Ángeles
- 3.º en la modalidad americana en Sídney

### Campeonatos de Dinamarca
- Campeón del kilómetro en 2001, 2002, 2003, 2004, 2005 y 2006
- Campeón de persecución por equipos 2001, 2003, 2004, 2005, 2006 y 2007.
- Campeón de persecución individual en 2003, 2004, 2005, 2006, 2007 y 2008
- Campeón en la modalidad americana en 2004, 2005 (con Michael Berling), 2006, 2007, 2008 y 2009 (con Michael Mørkøv)
- Campeón en la modalidad de puntuación en 2005 y 2007

### Carreras de Seis Días
- Seis días de Grenoble: 2007 y 2008 (con Michael Mørkøv)
- Seis días de Copenhague : 2009 y 2010 (con Michael Mørkøv)
- Seis días de Gante : 2009 (con Michael Mørkøv)
- Seis Días de Berlín : 2010 (con Michael Mørkøv)

## Resultados en Grandes Vueltas y Campeonatos del Mundo
| Carrera              | Carrera              | 2007 | 2008 | 2009 | 2010 | 2011  | 2012  | 2013  | 2014 | 2015 | 2016 |
| -------------------- | -------------------- | ---- | ---- | ---- | ---- | ----- | ----- | ----- | ---- | ---- | ---- |
|                      | Giro de Italia       | —    | —    | —    | —    | 154.º | 150.º | —     | —    | —    | —    |
|                      | Tour de Francia      | —    | —    | —    | —    | —     | —     | —     | —    | —    | —    |
|                      | Vuelta a España      | —    | —    | —    | —    | —     | —     | 134.º | —    | —    | —    |
| Mundial en Ruta      | Mundial en Ruta      | —    | —    | —    | Ab.  | —     | —     | —     | —    | —    | —    |
| Mundial Contrarreloj | Mundial Contrarreloj | —    | —    | 24.º | 18.º | —     | —     | 43.º  | —    | —    | —    |

—: no participa

Ab.: abandono